# (9901) 1997 NV
1997 أن في (ويعرف أيضًا باسم (9901) 1997 أن في وفق تسمية الكوكب الصغير) (بالإنجليزية: 1997 NV)‏ هو كويكب ضمن حزام الكويكبات؛ وترتيبه 9901 من حيث الاكتشاف.
اكتُشف هذا الجُرم الفلكي بواسطة Kleť Observatory ‏ في 1 يوليو 1997.

## وصلات خارجية
- (9901) 1997 NV في قاعدة بيانات مختبر الدفع النفاث لأجرام النظام الشمسي الصغيرة

- الاكتشاف · مخطط المدار ·  العناصر المدارية · المعلمات المادية

- (9901) 1997 NV على موقع ويكي سكاي: DSS2, SDSS, GALEX, IRAS, Hydrogen α, X-Ray, Astrophoto, Sky Map, Articles and images